# Paliurus hemsleyanus
Paliurus hemsleyanus är en brakvedsväxtart som beskrevs av Alfred Rehder, Schirarend och Olabi. Paliurus hemsleyanus ingår i släktet Paliurus och familjen brakvedsväxter. Inga underarter finns listade i Catalogue of Life.